# ويليام درينان
ويليام درينان (23 مايو 1754 - 5 فبراير 1820) هو طبيب وكاتب أيرلندي حرك تشكيل جمعية الأيرلنديين المتحدين في بلفاست ودبلن. لقد كان مؤلف الاختبار الأصلي للجمعية والذي، في قضية الحكومة التمثيلية، ألزم الأيرلنديين من جميع المعتقدات الدينية بأخوة المودة. كان درينان ناشطًا في حركة المتطوعين الأيرلنديين وحقق شهرة من خلال الخطابات الموجهة للجمهور باسم رفاقه العبيد وإلى نائب الملك البريطاني الذي حث على التحرر الكاثوليكي الكامل والنهائي. بعد قمع تمرد 1798، سعى إلى دفع الإصلاح الديمقراطي من خلال عمله الصحفي المستمر ومن خلال التعليم. مع المحاربين القدامى الأيرلنديين الآخرين، أسس درينان المعهد الأكاديمي في بلفاست (لاحقًا رويال بلفاست). كشاعر، يُذكر بقصيدته عشية التمرد عندما ثارت إيرين أول مرة (1795) التي أشار فيها إلى أيرلندا باسم جزيرة الزمرد.

## النشأة وتعليمه
وُلد ويليام درينان في بلفاست عام 1754 لوالده القس توماس درينان وآن لينوكس وهو أخ لشقيقتيه الأكبر مارثا والأخرى نانسي.
درس درينان في جامعة غلاسكو مركز التنوير الاسكتلندي كما درس والده، على يد الفيلسوف الأيرلندي فرانسيس هتشسون الذي خرّج جيلًا جديدًا من المفكرين الاسكتلنديين، درس درينان الطب في إدنبرة على يد الكيميائي التجريبي جوزيف بلاك وويليام كولين بعد تخرجه بدرجة الماجستير من غلاسكو ثم عاد إلى بلفاست عام 1778 وأسس عيادة متخصصة في التوليد.v
اقترح درينان تلقيح الأشخاص الأصحاء بالجدري لمنع حدوث حالة أكثر خطورة من المرض عندما كان يزور جمعية بلفاست الخيرية لرعاية كبار السن بصفته طبيبًا، أعلن إدوارد جينر بعد ستة عشر عامًا عن ممارسة أكثر أمانًا لاستخدام جدري البقر لغرض التلقيح مع ورقة عن تجارب التلقيح الخاصة به في إنجلترا. 
انتقل درينان إلى نيوري في عام 1783 وفي عام 1789 انتقل إلى دبلن، وسرعان ما انخرط في السياسة الوطنية والديمقراطية للعاصمة التي أثارتها أنباء الثورة في فرنسا.

## وفاته
توفي درينان في بلفاست عام 1820، وكانت جنازته بحسب ما كتب في وصيته: «أريد أن ينقلني ستة بروتستانت فقراء وستة كاثوليكيين فقراء ليحصلوا على جنية كجزاء، بالإضافة إلى كاهن ورجل دين معارض وأي صديق محب لي».
توقف موكبه لبضع دقائق قبل أن يصل إلى مقبرة شارع كليفتون، في بمؤسسة رويال بلفاست الأكاديمية التي أسسها درينان.

## عائلته
أنجب درينان ابنة وهي سارة سوانويك وأربعة أبناء، وكتب أبناؤه جون سوانويك درينان وويليام درينان سيرة ذاتية عنه.
كان لدرينان مجموعة من الأحفاد البارزين، بما في ذلك:
- ويليام درينان أندروز قاضي محكمة العدل العليا في أيرلندا
- البارون الأول السير جيمس أندروز اللورد كبير القضاة في أيرلندا الشمالية
- جي إم أندروز رئيس وزراء أيرلندا الشمالية
- توماس درينان فنان معروف بعمله المؤثر (رحلة إلى مركز درينان)
- ستيوارت درينان كاتب سيناريو

## التعليم التنويري
وُلد ويليام درينان (أنجلزة لاسم العشيرة الأيرلندية Ó Draighnáin) في مانسي التابعة لكنيسة المشيخية الأولى، شارع روزماري، بلفاست، في 1754. كان ويليام ابن القس توماس درينان (1696-1762) وآن لينوكس (1718- 1806). مع شقيقته الأكبر مارثا (مارثا ماكتيير) ونانسي، كان أحد ثلاثة أطفال فقط من الأطفال الأحد عشر الذين عاشوا لوالديهم.
درس درينان، مثل والده، في جامعة غلاسكو، مركز التنوير الاسكتلندي. من خلال معلم والده، الفيلسوف الأخلاقي الأيرلندي فرانسيس هتشسون (1694-1746)، استند جيل جديد من المفكرين الاسكتلنديين إلى الروح الجمهورية للمقاومة المشيخية للفرض الملكي والأسقفي للدفاع عما أسماه درينان قوة العقل المضطربة. تماشيًا مع الترويج لهتشسون من قبل صديقه في إدنبرة دوجالد ستيوارت الذي ربط الضمير الفردي في مسائل الإيمان بالحق الجماعي في مقاومة الحكومة القمعية، كان درينان فيما بعد يستشهد برسائل جون لوك حول الحكومة باعتبارها سلطته الرئيسية في السياسة.
في عام 1783، انتقل درينان إلى نيوري، وفي عام 1789 انتقل إلى دبلن حيث سرعان ما انخرط في السياسة الوطنية والديمقراطية للعاصمة التي أثارتها أنباء الثورة في فرنسا.

## ديمقراطي راديكالي

### متطوع والرسائل إلى أوريانا
شارك درينان مشاعر التعاطف مع العديد من مشايخ ألستر (قلة ليس لديهم أقرباء في المستعمرات)، ورحب بأخبار أول هزيمة لبريطانيا في حرب الاستقلال الأمريكية (استسلام بورغوين في ساراتوغا عام 1777) كسبب لتهنئة شعب بلفاست وجميع البشرية. انضم إلى المتطوعين. تشكلت مجموعات المتطوعين ظاهريًا لتأمين أيرلندا ضد الغزو الفرنسي، وسرعان ما كانت المجموعات التطوعية تتسلح وتسير لدعم الحقوق غير القابلة للتصرف للأيرلنديين. في عام 1782، ساعد تقارب المتطوعين عند دبلن هنري جراتان في تأمين اعتراف لندن باستقلال أيرلندا التشريعي.
لفت درينان الانتباه الوطني مع نشر في 1784 و 1785 كتابه رسائل أوريانا هيلوت أيرلندي في صحيفة بلفاست الإخبارية الموجهة إلى رفاقه العبيد، وكانت هذه أولى التعبيرات عن دعمه للإصلاح الدستوري الجذري. على الرغم من أن معظم أعضاء الحركة التطوعية لا يزالون يتوخون الحذر بشأن الامتداد الكامل للامتياز المدني للكاثوليك، إلا أن درينان لم يكن قادرًا على التصالح مع البرلمان الأيرلندي الذي ظل تجمعًا إنجليكانيًا (كنيسة أيرلندا) بشكل حصري تقريبًا في جيب أكبر ملاك الأراضي في المملكة. كما أنه لن يقبل أي مسؤول تنفيذي غير خاضع للمساءلة -إدارة قلعة دبلن- ما يزال معينًا من قبل لندن.
وصفت رسائله الصعود (الأنجليكاني) بأنه تجذر الشر الأخلاقي والوطني ... لعنة غريبة لهذا البلد ونظام الأراضي بأنه في أفضل الأحوال إقطاعية مخففة وفي أسوأ الأحوال، صلة بين المزارع والعبد.

### إيرلندي اتحادي
في مايو 1791، عندما أعادت أخبار الثورة في فرنسا، ودفاعها الحماسي من قبل توماس باين، إحياء روح التطوع في بلفاست ومناطقها النائية المشيخية، اقترح درينان على صديقه صموئيل ماكتيير:
«مؤامرة خيّرة -مؤامرة للشعب- لا نادي يميني - لا لقب حزبي - اسمها الإخوان - حقوق الإنسان و (باستخدام العبارة التي صاغها هتشسون) أعظم سعادة للعدد الأكبر- نهايتها العامة حقيقية استقلال أيرلندا، والجمهورية هدفها الخاص».
في يونيو، وزع درينان في دبلن، وأرسل إلى ماكتيير في بلفاست وثيقة أخرى، تحدد بمزيد من التفصيل نفس الاقتراح: الإخوان الأيرلنديون الذي من شأنه التغلب على الفروق بين الرتبة والملكية والإقناع الديني من خلال برنامج التعليم العام والمراسلات مع المجتمعات ذات التفكير المماثل في جميع أنحاء أيرلندا وبريطانيا وفرنسا.
في اجتماعها الأول في بلفاست في أكتوبر 1791، قررت المؤامرة، التي أطلقت على نفسها بناءً على اقتراح ثيوبالد وولف تون، جمعية الأيرلنديين المتحدرين، التحرر الكامل للكاثوليك والتمثيل المتساوي لجميع الناس في البرلمان. توظيف، كما اقترح درينان الكثير من السرية وإلى حد ما من احتفال الماسونية الحرة، انتشرت الجمعية بسرعة عبر المقاطعات المشيخية في الشمال، إلى دبلن، وبالتحالف مع المدافعين الكاثوليك، عبر أيرلندا الوسطى.

في الاجتماع الأول للجمعية في دبلن في نوفمبر 1791، فاز درينان بالإجماع على مسودة إعلان رسمي أو اختبار يجب أن يدخل فيه كل عضو.
أتعهد لبلدي، والرب شاهدي، بأنني سأستخدم كل قدراتي وتأثيري في تحقيق تمثيل محايد وكاف للأمة الأيرلندية في البرلمان: وكوسيلة للضرورة المطلقة والفورية لتحقيق هذا الخير الرئيسي لأيرلندا، سأفعل كل ما في وسعي لتقديم أخوة المودة، وهوية المصالح، والتشارك في الحقوق، واتحاد القوى بين الأيرلنديين من كل المعتقدات الدينية، والتي بدونها يجب أن يكون كل إصلاح جزئية، لا وطنية، غير ملائمة للرغبات، مضللة للرغبات، وغير كافية لحرية وسعادة هذا البلد.
في فبراير 1792، مُيّز درينان كمؤلف في صفحات نشرة بلفاست الإخبارية من قبل وليام بروس الذي خلف والده في منبر أول مشيخي في شارع روزماري. رأى بروس أن الاختبار يتجاوز بكثير ما احتفلت به المدينة في الثورتين الأمريكية والفرنسية: كان درينان يقترح حق الاقتراع العام. في أيرلندا، من شأن هذا أن يمنح الروم الكاثوليك الذين يزيد عددهم عشر مرات عن المشيخيين قوة عشرة أضعاف. وأشار بروس إلى أن درينان نفسه، في رسالته الخامسة لأوريانا، قد حذر من أن كاثوليك اليوم غير قادرين تمامًا على الاستفادة من الحرية السياسية بشكل جيد. نفى درينان التناقض. لقد تغيرت ظروف العصر وكذلك الأشخاص بالطريقة التي تمناها: إلى المصلحة التجارية، نشأت بسرعة في المجتمع الكاثوليكي رتبة وسطاء ورتبة وسيطة ما أدى إلى تضخم العقل والطاقة الشخصية والاعتماد على الذات.